# Lista generalilor ruși uciși în timpul invaziei rusești din Ucraina
Mai mulți generali ruși au fost uciși în timpul invaziei rusești în Ucraina. La 11 iulie 2023, surse ucrainene susțineau că 15 generali ruși au fost uciși în timpul invaziei, în timp ce surse rusești au confirmat șase decese. Deși șase dintre afirmațiile ucrainene au fost infirmate, pierderea chiar și a doi ofițeri generali este rară. Amploarea acestor pierderi este fără precedent de la cel de-al Doilea Război Mondial încoace. Acest lucru a fost atribuit comandanților ruși de rang înalt care au mers pe teren pentru a rezolva "dificultățile în materie de comandă și control" și "performanțele șovăitoare ale Rusiei pe linia frontului", comunicațiile nesigure ale forțelor rusești și serviciile de informații militare ale Statelor Unite care au permis ucrainenilor să vizeze ofițeri ruși.

## Listă
| Nume              | Rang                   | Poziția                                                                      | Data raportării | Status     | Note |
| ----------------- | ---------------------- | ---------------------------------------------------------------------------- | --------------- | ---------- | --- |
| Andrei Suhovețki  | General-maior          | Comandantul adjunct al Armatei a 41-a de Arme Combinate                      | 1 martie 2022   | Confirmat  | Împușcat de un lunetist la Hostomel pe 28 februarie 2022. Fusese implicat anterior în intervenția militară rusă în războiul civil sirian și în 2014, în anexarea Crimeei de către Rusia. Moartea sa a fost raportată de un ofițer de informații rus în retragere pe Twitter la 1 martie și de tabloidul online rus Pravda.ru la 3 martie 2022. |
| Vladimir Frolov   | General-maior          | Comandantul adjunct al Armatei a 8-a a Gărzii de Arme Combinate              | 16 aprilie 2022 | Confirmat  | Nicio informație despre moartea sa nu a fost făcută publică înainte de anunțarea înmormântării sale la cimitirul Serafimovskoe din Sankt Petersburg. |
| Andrei Simonov    | General-maior          | Șeful Trupelor de Război Electronic, Armata a 2-a de Arme Combinate de Gardă | 30 aprilie 2022 | Revendicat | Ucis într-un atac de artilerie asupra unui post de comandă al Armatei a 2-a de Arme Combinate, în apropierea orașului Izium controlat de Rusia. |
| Kanamat Botashev  | General-maior (retras) | Grupul Wagner (posibil)                                                      | 22 mai 2022     | Confirmat  | A fost ucis în regiunea Luhansk când avionul său Su-25 a fost doborât de o rachetă FIM-92 Stinger. Anterior fusese eliberat din Forțele Aeriene Ruse pentru că a prăbușit un Su-27. Surse ucrainene au sugerat că ar fi putut fi desfășurat ca parte a organizației paramilitare Wagner Group.                                                 |
| Roman Kutuzov     | General-locotenent     | Comandant, Corpul 1 Armată, Miliția Populară din Donețk                      | 5 iunie 2022    | Confirmat  | Raportat de reporterul televiziunii de stat ruse Alexander Sladkov pe aplicația de mesagerie Telegram. Kutuzov ar fi fost ucis în apropiere de satul Mykolaivka, raionul Popasna, regiunea Luhansk, a doua zi după ce a fost promovat. |
| Serghei Goryachev | General-maior          | Șeful Statului Major al Armatei 35-a de Arme Combinate                       | 12 iunie 2023   | Confirmat  | Ucis într-un atac cu rachete în timpul contraofensivei ucrainene din 2023 în campania din sudul Ucrainei. |
| Oleg Tsokov       | General-locotent       | Comandant adjunct, Districtul Militar Sud                                    | 11 iulie 2023   | Confirmat  | Ucis de o lovitură de rachetă asupra cartierului general al Armatei 58 de Arme Combinate din Berdiansk, regiunea Zaporizhzhia, controlată de Rusia. |